# Kozlovia paleacea
Kozlovia paleacea är en flockblommig växtart som först beskrevs av Eduard August von Regel och Johannes Theodor Schmalhausen, och fick sitt nu gällande namn av Vladimir Ippolitovich Lipsky. Kozlovia paleacea ingår i släktet Kozlovia och familjen flockblommiga växter. Inga underarter finns listade i Catalogue of Life.